# Brunvillers-la-Motte
Brunvillers-la-Motte település Franciaországban, Oise megyében. Lakosainak száma 344 fő (2022. január 1.). Brunvillers-la-Motte Gannes, Maignelay-Montigny, Plainval, Quinquempoix és Sains-Morainvillers községekkel határos.

## Népesség
A település népességének változása:
| Lakosok száma | 336  | 337  | 342  | 344  | 347  | 349  | 351  | 354  | 344  |
|               | 2013 | 2015 | 2016 | 2017 | 2018 | 2019 | 2020 | 2021 | 2022 |